# Зимино (Ребрихинский район)
Зимино — село в Ребрихинском районе Алтайского края. Административный центр Зиминского сельсовета.

## История
Основано в 1830 году. В 1928 году состояло из 664 хозяйств, основное население — русские. В административном отношении село являлось центром Зиминского сельсовета Ребрихинского района Барнаульского округа Сибирского края.

## Население
| 1926  | 1997  | 1998  | 1999  | 2000  | 2001  |
| ----- | ----- | ----- | ----- | ----- | ----- |
| 3538  | ↘1148 | ↘1127 | ↗1129 | ↘1066 | ↘1041 |
| 2002  | 2003  | 2004  | 2005  | 2006  | 2007  |
| ↗1052 | ↘1036 | ↘1011 | ↘955  | ↗1070 | ↘1040 |
| 2008  | 2009  | 2010  | 2011  | 2012  | 2013  |
| ↘998  | ↘963  | ↗1017 | ↘1012 | ↘991  | ↗997  |

### Национальный состав
Согласно результатам переписи 2002 года, в национальной структуре населения русские составляли 90 %.

## Улицы
| - ул. Дубровская, - ул. Комсомольская, - ул. Лесная, - ул. Молодёжная, | - ул. Набережная, - ул. Новая, - ул. Овражная, - ул. Победы, | - ул. Северная, - ул. Центральная, - ул. Школьная. |